# Posição social
Posição social é a posição de um indivíduo numa dada sociedade e cultura. Uma dada posição (por exemplo, o cargo de sacerdote) pode pertencer a muitos indivíduos. A posição social influencia o status social. Alguém pode ter várias posições sociais, mas somente um status social.
Posições sociais que um indivíduo pode assumir se inserem nas categorias de ocupações (médico, palestrante), profissões (membro de e organizações), familiar (pais, irmãos, etc.), passatempos (membro de vários clubes e organizações), entre outros. É provável que um indivíduo crie uma hierarquia pessoal de tais posições, onde uma será a posição central e as demais são posições periféricas.
Posições sociais são visíveis se exigem que o indivíduo use um uniforme ou algum outro tipo de marca de identificação. Frequentemente, roupas individuais ou outros atributos alertarão qual a posição social alguém possui no momento. Posições sociais não-visíveis são chamadas de ocultas. Uma posição que seja considerada como a mais importante para um determinado indivíduo é denominada central, enquanto as outras são periféricas. Se uma sequência de posições é exigida para obter uma dada posição, ela pode ser definida como uma carreira, e a troca de posição neste contexto é uma promoção ou decesso. Algumas posições sociais podem tornar mais fácil a obtenção de outras por uma determinada pessoa; em outros casos, algumas posições podem ser restritas, baseadas em indivíduos que preencham critérios específicos.
A posição social conjuntamente com o papel social determina o lugar do indivíduo no ambiente social e organização social. Um grupo de posições sociais criarão uma classe social e um círculo social.
Um conflito social causado pela interferência entre posições sociais é denominado conflito de posição.